# Culicídeos
Culicídeos (Culicidae) é uma família de insetos  habitualmente chamados de muriçocas, mosquitos ou pernilongos. As fêmeas em muitas regiões são designadas vulgarmente como melgas. Como os outros membros da ordem Diptera, os mosquitos têm um par de asas e um par de halteres. Em geral, apresentam dimorfismo sexual acentuado: as fêmeas apresentam antenas pilosas e são muito mais corpulentas que os machos, que apresentam antenas plumosas.
As fêmeas na maioria das espécies de mosquitos sugam sangue (hematófaga) de outros animais, que lhes deu a fama de ser o mais mortífero vetor de doenças conhecido pelo homem, matando milhões de pessoas ao longo de milhares de anos e que continuam a matar milhões por ano com a disseminação de doenças.
O comprimento varia, mas raramente é superior a 16 milímetros, e peso de até 2,5 mg. Um mosquito pode voar por 1 a 4 horas continuamente até 1–2 km / h viajando até 10 km em uma noite. A maioria das espécies alimenta-se no período com menos luminosidade, do entardecer ao amanhecer.

## Regionalismos
Em várias partes do Brasil, faz-se distinção entre mosquito e pernilongo: o primeiro refere-se a pequenas moscas, como as drosófilas, enquanto que o segundo, além dessa denominação, é também referido como "muriçoca". Na maioria dos estados da Região Norte do Brasil, este pernilongo chama-se "carapanã". As fêmeas do pernilongo são também conhecidas como "melgas" em Portugal.

## Etimologia
"Mosquito" vem do latim musca. "Pernilongo" é uma referência às longas pernas do inseto. "Mosquito-prego" é uma referência a sua picada que se assemelha à perfuração de um prego. "Muriçoca", "meruçoca" e "muruçoca" são oriundos do tupi muri'soka. "Carapanã" vem do tupi karapa'nã. "Carapanã-pinima" vem da junção dos termos tupis karapa'nã ("mosquito") e pi'nima ("pintado"). "Fincão" e "fincudo" vem de "fincar" e são uma referência a sua picada. "Sovela" é uma referência ao instrumento cortante homônimo utilizado pelos sapateiros e correeiros, numa alusão à picada dos insetos. "Perereca" vem do gerúndio do tupi pere'reg, "ir aos saltos" e é uma alusão ao hábito do inseto de pular de um lugar para outro para fugir de seus inimigos. "Bicuda" é uma alusão à sua picada.

## Evolução

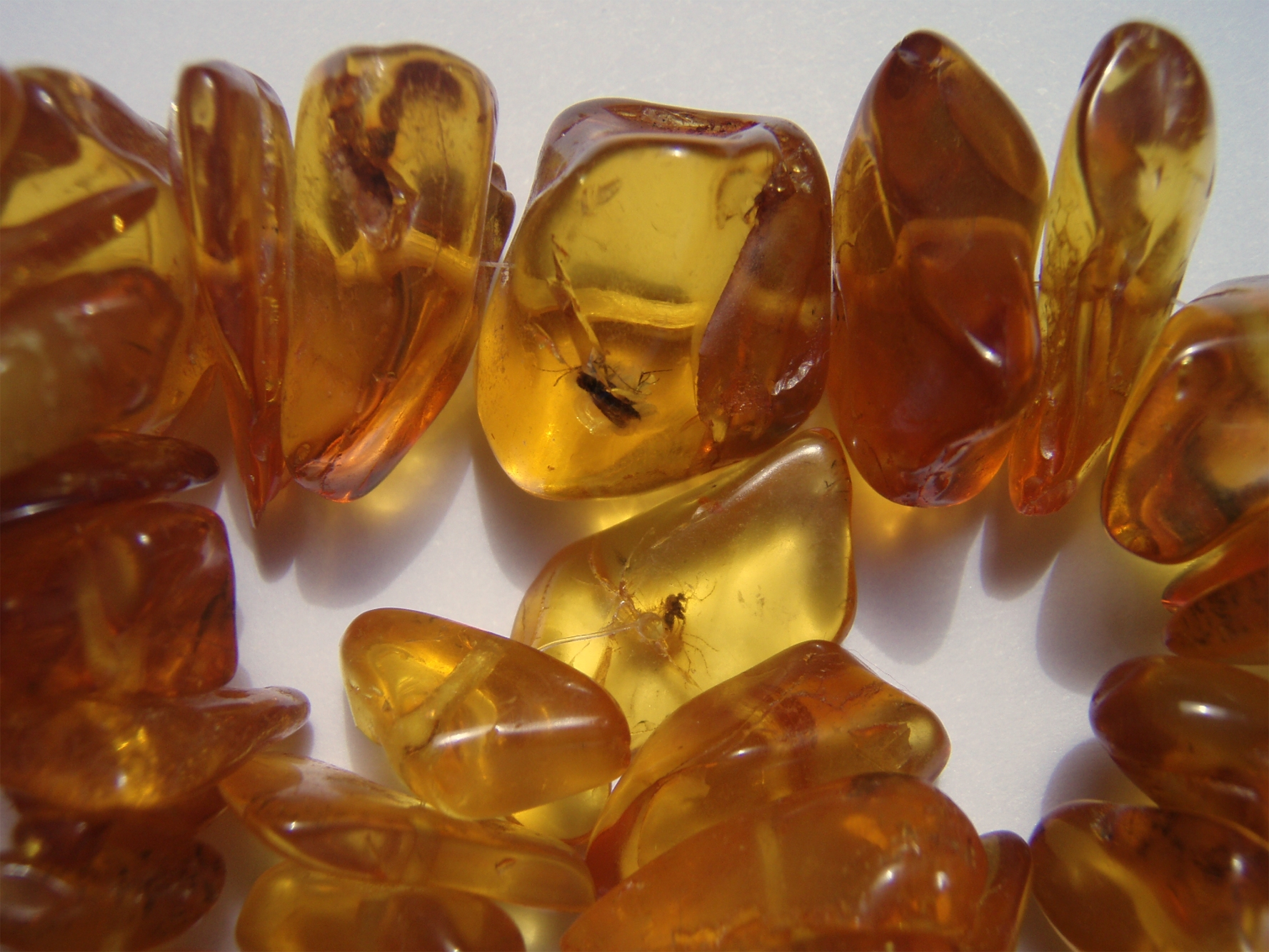
Um mosquito e uma mosca num colar de âmbar Báltico, estimado entre 40 e 60 milhões de anos.

Acredita-se que os mosquitos tenham evoluído há cerca de 170 milhões de anos, o primeiro registro conhecido ocorreu durante o período Jurássico (há 199 a 144 milhões de anos), sendo o mais antigo fóssil conhecidos do Cretáceo (há 144 a 65 milhões de anos).
Acredita-se que tenham evoluído na América do Sul,  espalhando-se inicialmente para o norte do continente Laurásia e retornando aos trópicos pelo norte.

## Biologia

### Hábitos alimentares
Nos chamados mosquitos a probóscide (tromba) está adaptada para a sucção de líquidos como néctar, seiva ou sangue. Ambos os sexos se alimentam de néctar, mas a fêmea também é capaz de hematofagia (beber sangue).  Fêmeas não precisam de sangue para sobreviver, mas precisam de substâncias suplementares (como proteínas e ferro) para o desenvolvimento e postura dos seus ovos, menos a sub família Toxorhynchitinae que é constituída de larvas predadoras.

### Anatomia
O mosquito é composto por uma cabeça, tórax e abdómen, o corpo é composto de uma série de segmentos. A cabeça é, na sua maior parte, composta dos olhos e probóscide. Cada olho é constituído por muitas e minúsculas lentes que formam um olho composto. Este tipo de olho permite um grande campo de visão que facilita a deteção de movimentos. O probóscide é o aparelho perfurante usado para sugar sangue de suas presas. O tórax tem um par de asas e um par de halteres. No abdómen se encontra o intestino posterior e as gónadas.

### Ciclo de vida
Em seu ciclo de vida do mosquito sofre metamorfose completa, passando por quatro fases distintas: ovo, larva, pupa, e adultos, primeiramente descrito pelo filósofo grego Aristóteles.

#### Ovo
A fêmea do mosquito põe seus ovos, um de cada vez ou juntos em jangadas com uma centena ou mais, numa superfície fresca ou quaisquer águas estagnadas. Os mosquitos Anopheles e Aedes não fazem ovo jangadas mas põe seus ovos separadamente. Culex, Culiseta e Anopheles põe os seus ovos na água enquanto Aedes põe seus ovos em solo húmido que é periodicamente alagado pela água. A maioria dos ovos eclodem em larvas em cerca de 48 horas.

#### Larval

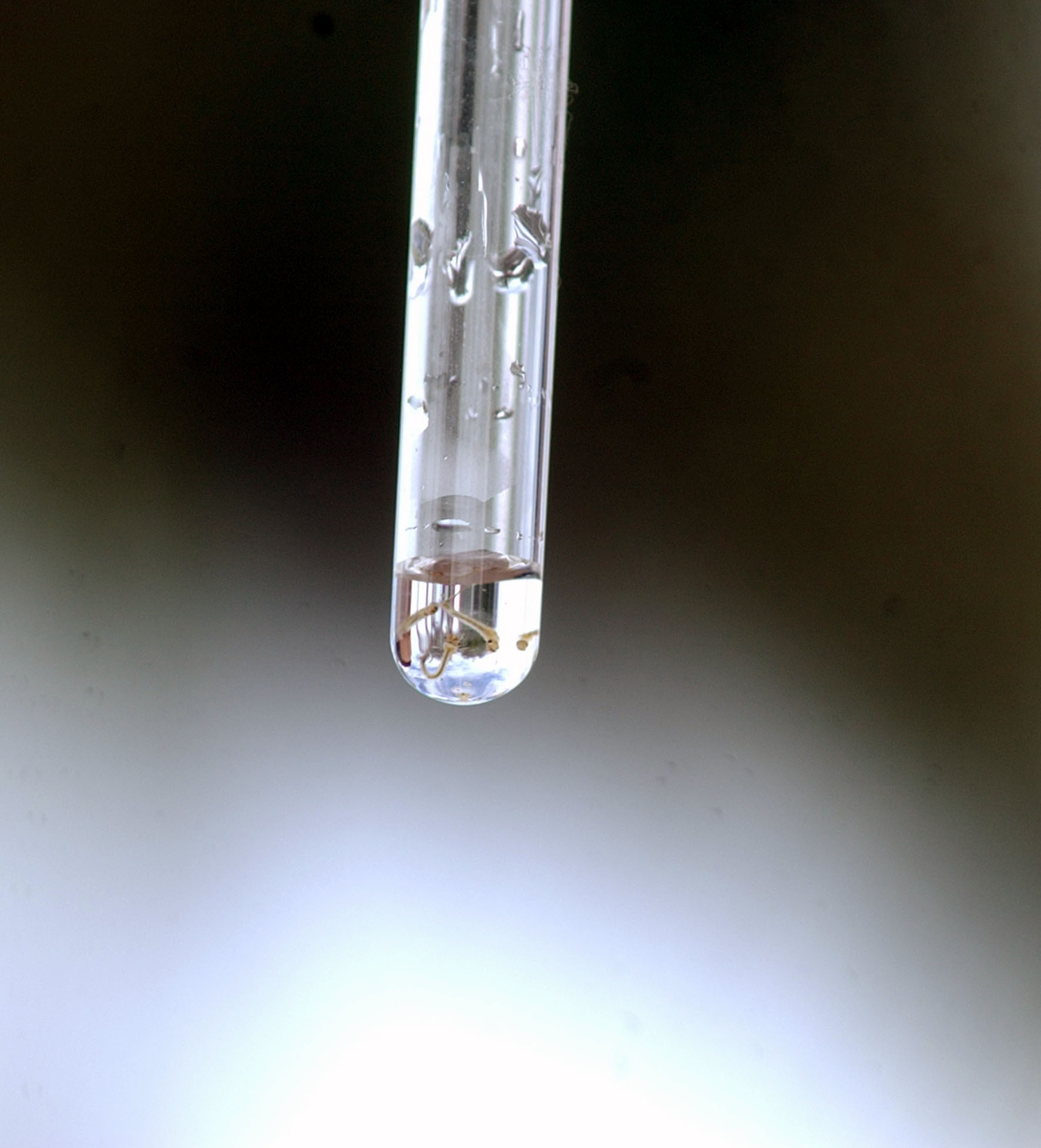
Larvas de Culicidae coletadas pela vigilância epidemiológica.

Os ovos incubados transformam-se em larvas que vivem na água, próximo à superfície, para respirar o ar atmosférico. A primeira fase larval é conhecida como o primeiro estágio. Com o crescimento ocorrem as mudas, cerca de quatro vezes, que cresce após cada muda. Após a primeira muda ocorre o segundo estágios e, em seguida, o terceiro estágio, depois o quarto. A maioria das larvas utiliza o sifão, que é um tubo ligado à superfície da água para respirar. As larvas Anopheles não têm um sifão e por isso se mantém paralelas à superfície da água. As larvas comem microrganismos e matéria orgânica na água. Elas podem viver na água de 7 a 14 dias, dependendo da temperatura. O comprimento das três primeiras etapas (ou estágios) depende da espécie e da temperatura, com temperaturas mais baixas há o aumento da duração da fase de desenvolvimento.

#### Pupa
As pupas são mais leves que a água e flutuam sobre a superfície enquanto ocorre a metamorfose da larva mosquito (mudanças) em um mosquito adulto em cerca de dois dias. Não apresentam boca e durante este período o mosquito não se alimenta e utiliza as reservas de energia acumuladas durante o período larval.

#### Adulto
Os adultos recém emergidos do estado de pupa deve repousar sobre a superfície da água por um curto espaço de tempo para permitir que o seu exoesqueleto se seque e todos os seus componentes endureçam antes que possa voar.

## Chave
Chave de identificação das subfamílias que estão contidas na família Culicidae.

### Larva
A subfamília Toxorhynchitinae se diferencia das outras subfamílias por ter a larva de porte grande com listra na região cefálica. O Culicinae e Anophelinae se diferenciam pelo sifão respiratório, que no Anophelinae esta ausente, o que os obriga a nadar paralelamente à água, e em Culicinae está presente, o que os permite formar um ângulo de 45°, em média, com a lâmina de água.

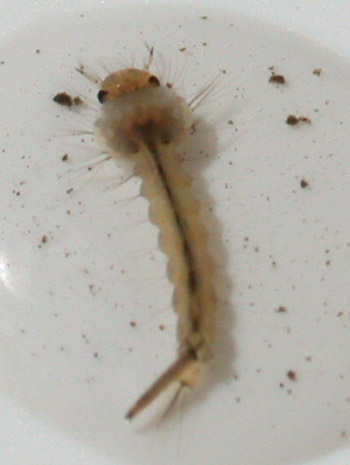
Larva da subfamília Culicinae com sifão respiratório.
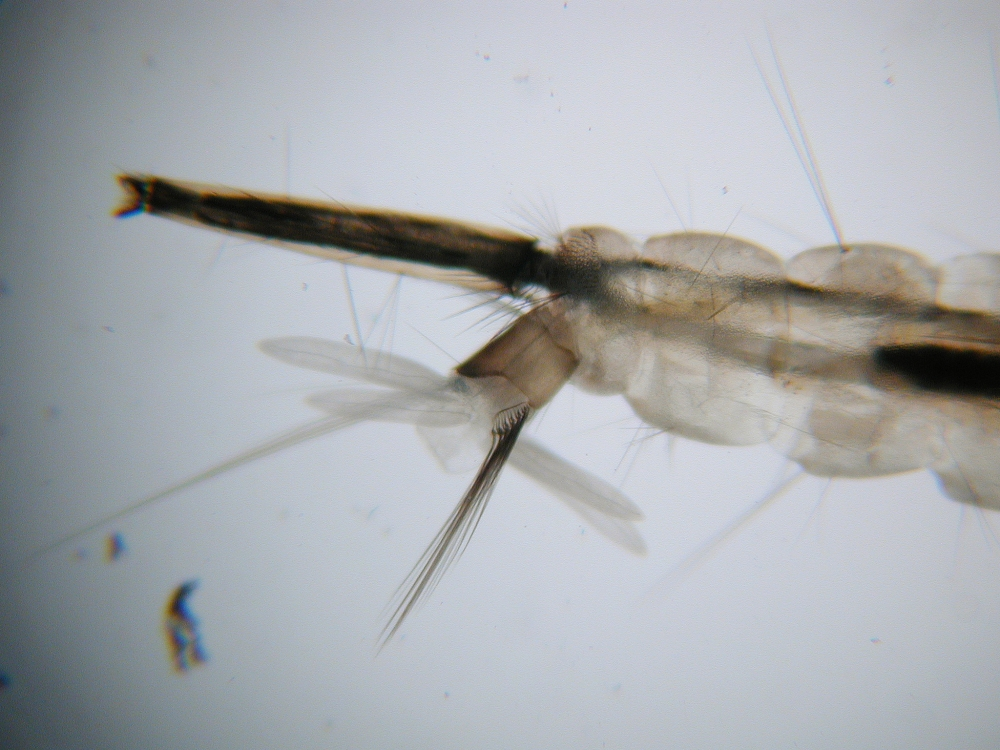
Sifão respiratório presente nos Culicineos.
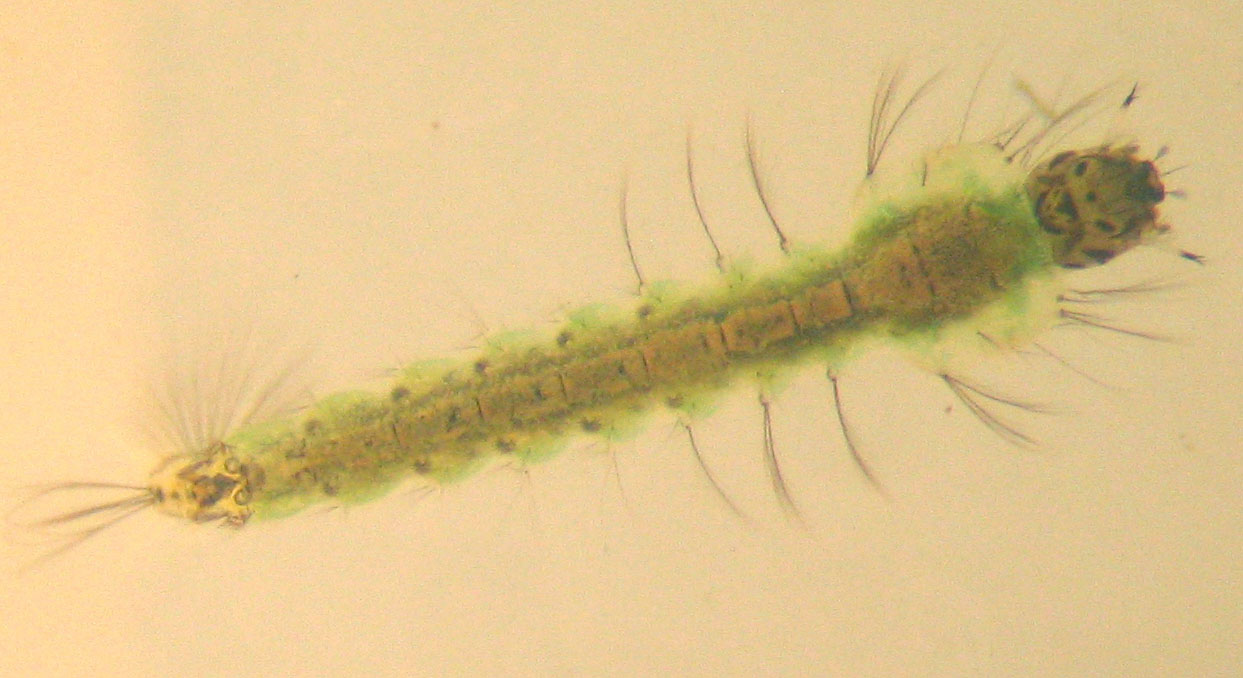
Larva da subfamília Anophelinae, sem sifão respiratório.
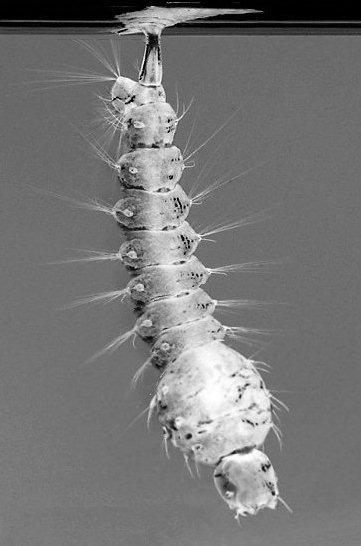
Larva da subfamília Toxorhynchitinae com sifão respiratório.

### Adulto
Nos adultos, Toxorhynchitinae se diferencia das outras subfamília por ter a probóscide curva, normalmente para baixo, adaptada para coletar néctar, e o Culicinae e Anophelinae se diferenciam devido ao escutelo arredondado e primeiro tergito abdominal nu no Anophelinae, enquanto em Culicinae primeiro tergito abdominal com escamas e escutelo é trilobado.

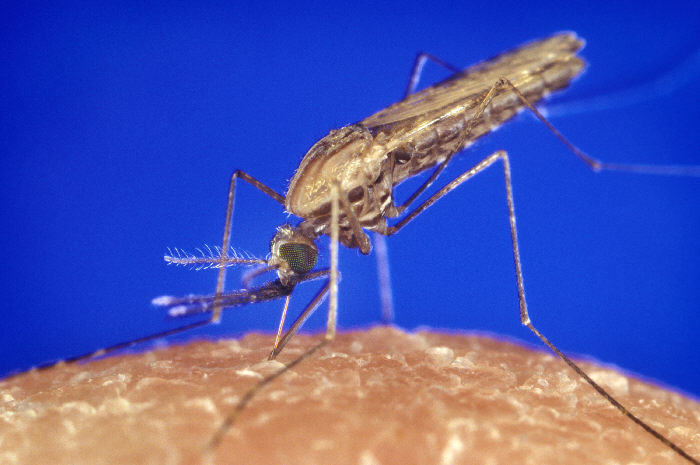
Adulto da subfamília Anophelinae.
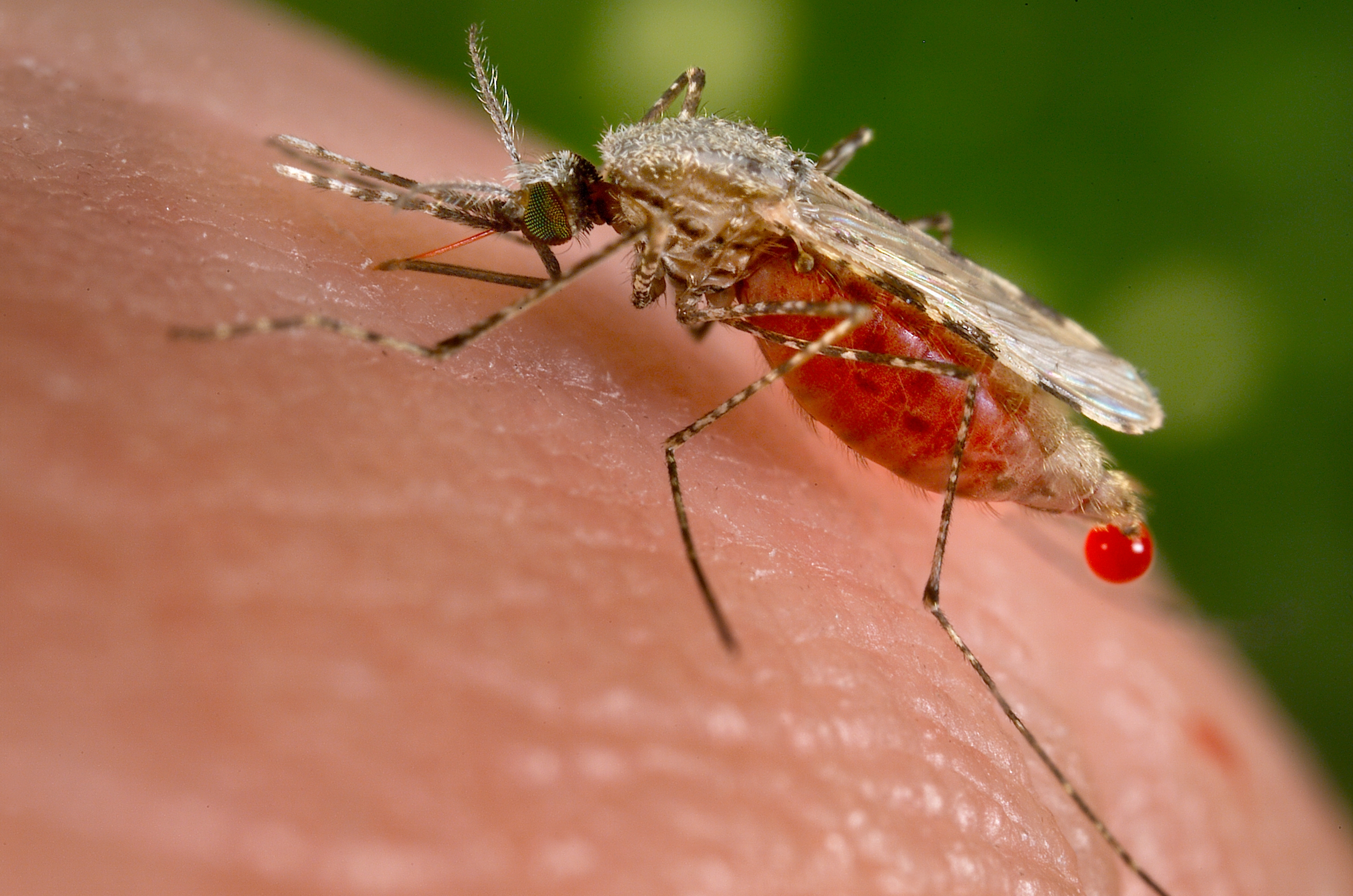
Adulto da subfamília Anophelinae.
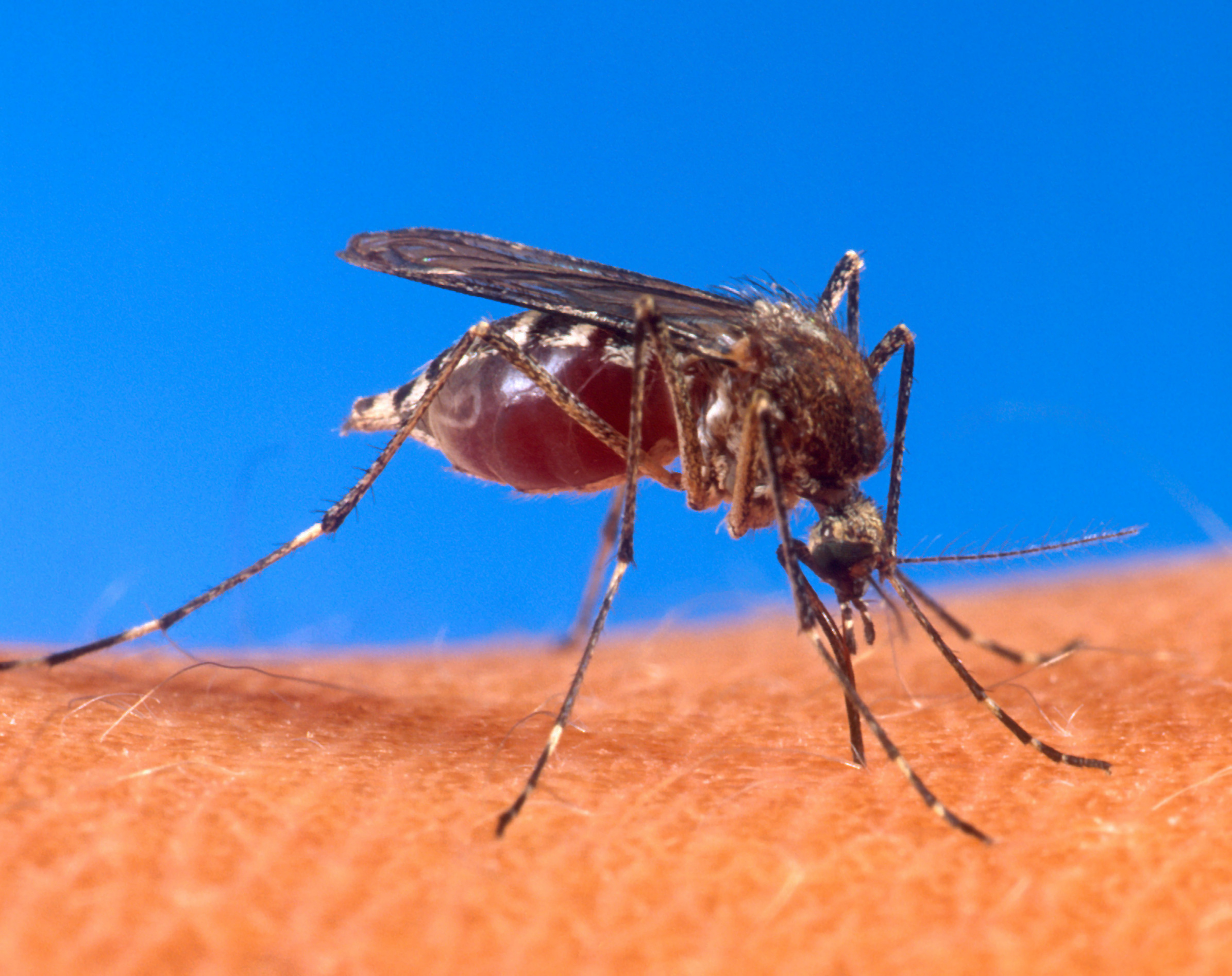
Adulto da subfamília Culicinae.
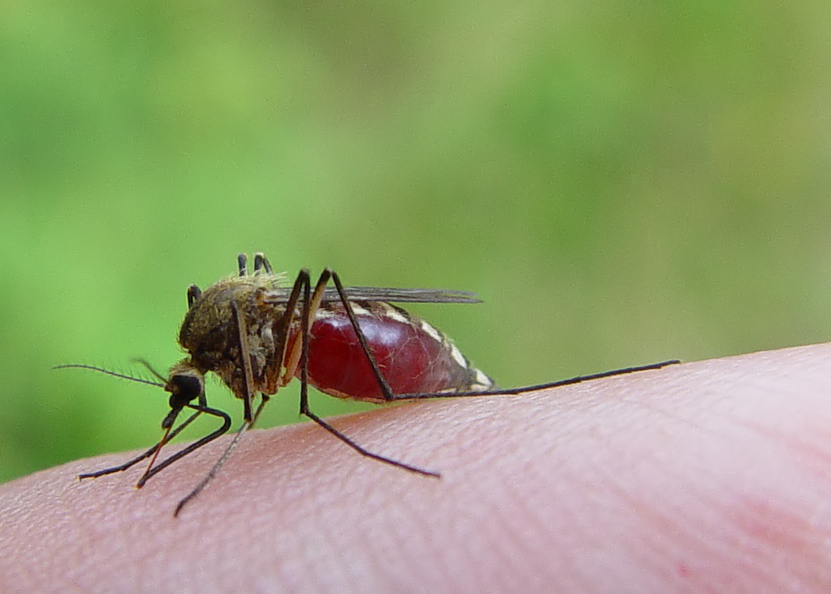
Adulto da subfamília Culicinae.
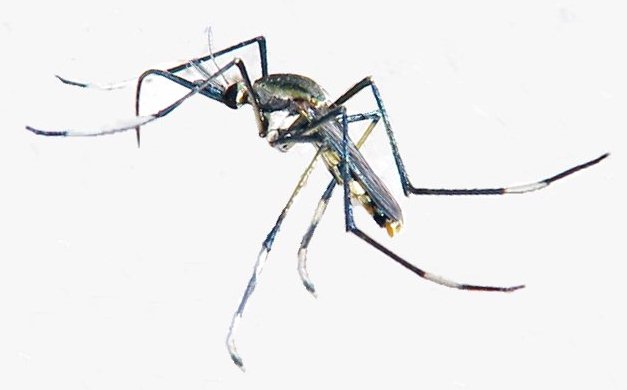
Adulto da subfamília Toxorhynchitinae.

## Referência bibliográfica
- Consoli RAGB, Lourenço-de-Oliveira R. (1994). "Principais mosquitos de importância sanitária no Brasil" (PDF)  . Editora Fundação Instituto Oswaldo Cruz, Rio de Janeiro, Brasil.
- Corrêa RR, Ramalho GR. Revisão de Phoniomyia Theobald, 1903. Folia Clínica et Biológica, 1956,25:1-176
- Forattini OP. Culicidologia médica: identificação, biologia, epidemiologia v.2. EDUSP São Paulo, 2002.
- Peryassú AG. Os Culicídeos do Brasil. Trabalho do Instituto de Manguinhos. Typographia Leuzinger, Rio de Janeiro, RJ, Brasil, 1908,322-407